# Ново-Васильевка (Оренбургская область)
 Ново-Васильевка  — посёлок в Тоцком районе Оренбургской области. Входит в состав Свердловского сельсовета.

## География
Село находится в западной части региона, в пределах юго-восточной части Восточно-Европейской равнины, в степной зоне, у реки Безымянка, на расстоянии примерно 59 километров по прямой на юго-запад от районного центра села Тоцкое.
Климат
Климат характеризуется как резко континентальный с продолжительной морозной зимой и относительно коротким жарким сухим летом. Среднегодовая температура составляет 3 °C. Средняя температура воздуха самого тёплого месяца (июля) — 26,9 °C (абсолютный максимум — 42 °C); самого холодного (января) — −13,3 °C (абсолютный минимум — −43 °C). Среднегодовое количество атмосферных осадков не превышает 350—400 мм.

## История
До революции поселок назывался Полява по фамилии владельца. После прихода советской власти Василий Полява уехал за границу, а название стали связывать с именем Василий бывшего владельца.

## Население
| 2010 |
| ---- |
| 239  |

Национальный состав
Согласно результатам переписи 2002 года, в национальной структуре населения
русские составляли 52 % из 290 чел..

## Инфраструктура
Ново-Васильевский ФАП.

## Транспорт
Доступна автотранспортом.